# Ceropegia hookeri
Ceropegia hookeri ist eine Pflanzenart aus der Unterfamilie der Seidenpflanzengewächse (Asclepiadoideae). Sie kommt in Bergwäldern des Himalaya vor.

## Merkmale

### Erscheinungsbild, Wurzel, Sprossachse und Blatt
Ceropegia hookeri ist eine ausdauernde, krautige Pflanze. Die Wurzeln sind spindelig und fleischig. Die steifen, weich verholzten, 20 bis 60 cm langen, schwach, auf einer Seite fein oder flaumig behaarten Sprossachsen besitzen einen Durchmesser von 2 bis 3 mm, wachsen aufrecht, gelegentlich auch windend oder liegen am Boden. Am Naturstandort wächst diese Art sowohl aufrecht wie auch flach liegend, in der Kultur jedoch oft nur aufrecht.
Die Laubblätter sind in Blattstiel und Blattspreite gegliedert. Der 1 bis 15 mm lange Blattstiel ist fein behaart. Die relativ dünnen häutigen Blattspreiten sind bei einer Länge von 2 bis 4 cm und einer Breite von 0,5 bis 3 cm eiförmig oder lanzettlich, selten nierenförmig mit keilförmiger bis gerundeter Spreitenbasis und zugespitztem oberen Ende. Blattstiele, und Blattober- wie -unterseiten sind spärlich behaart.

### Blütenstand und Blüte
Die Blütenstände enthalten ein oder zwei bis zu sieben Blüten. Der Blütenstandsschaft ist bis 1 cm lang und fein behaart auf einer Seite. Der Blütenstiel ist etwa 5 mm oder 7 bis 8 mm lang und kahl.
Die zwittrigen Blüten sind zygomorph und fünfzählig mit doppelter Blütenhülle. Die fünf Kelchblätter sind bei einer Länge von 1,5 mm lanzettlichen oder bei einer Länge von 3 bis 4,5 sowie einer Breite von 0,6 bis 1 mm linealisch-lanzettlich und kahl. Die Blütenkrone ist 1 bis 2 cm lang und außen kahl. Im unteren Teil sind die fünf Kronblätter zu einer geraden Kronröhre (Sympetalie) verwachsen. Die 1 bis 1,2 cm lange Kronröhre ist grün oder purpurfarben. Die Kronröhre ist basal verdickt, der „Kronkessel“ hat einen maximalen Durchmesser von 6 mm. Der Durchmesser verringert sich kontinuierlich vom „Kronkessel“ zur Blütenmündung hin auf 3 bis 5 mm. Die Kronröhre ist innen behaart. Die Kronblattzipfel sind 3 bis 15 mm lang und eiförmig bis breit lanzettlich-spatelig geformt. Die zwei Blättchen (Laminae) der Zipfel sind nur wenig entlang der Mittelachse nach außen gebogen. Die Enden der Zipfel sind miteinander verwachsen und bilden eine abgeflacht-kugelige, käfigartige Struktur. Die Einlässe sind aufgrund des geringen Grades der Umbiegung der Blättchen nur schlitzförmig. Die Nebenkrone ist kurz gestielt und nur an der Basis schalenförmig verwachsen. Die kurzen Zipfel der interstaminalen, äußeren Nebenkrone sind zu Taschen geformt und seitlich mit der Basis der staminalen Nebenkrone flügelartig verwachsen. Die Enden sind stumpf und randlich behaart. Die Zipfel der staminalen, inneren Nebenkrone sind schmal linealisch-zylindrisch geformt, stehen aufrecht und neigen sich dann zusammen. Die Pollinien sind D-förmig. Am Naturstandort reicht die Blütezeit von Juni bis September.

### Frucht und Samen
Die paarigen Balgfrüchte sind zylindrisch, im Querschnitt rund und 4 bis 6 cm (2 bis 5 cm) lang.

## Vorkommen
Ceropegia hookeri kommt in Indien (Sikkim), Nepal, Bhutan und in China (Provinz Sichuan? und autonomes Gebiet Xizang = Tibet) vor. Sie wächst dort im Hochland in Höhenlagen von etwa 2300 bis 3300 Meter. Nautiyal, Sharma & Pandit (2009) fanden eine Population dieser Art im nördlichen Sikkim in Höhenlagen von 2700 Meter im Grasland, zusammen mit anderen krautigen Pflanzen wie beispielsweise Anaphalis contorta (D.Don) Hook. f., Anemone obtusiloba D.Don, Drosera peltata Thunb., Eulalia mollis (Griseb.) Kuntze, Euphorbia wallichii Hook. f., Polygonatum cirrhifolium (Wall.) Royle, Pteris nepalensis H.Ito, Roscoea purpurea Sm. und Vincetoxicum hirundinaria Medik. Zwischen Büschen war Ceropegia hookeri mit Eurya acuminata DC, Gauliheria nummularioides D.Don, Pierisformosa (Wall.) D.Don, Rhododendron arboreum Sm. vergesellschaftet. Das Gebiet erhält von Juni bis August etwa 2500 mm Niederschläge. Im Winter fällt viel Schnee und das Gebiet ist von Ende Dezember bis Februar mit Unterbrechungen von Schnee bedeckt. Die Autoren dieser Arbeit fanden trotz intensiver Suche nur diese eine Population, die aus acht bis zehn Exemplaren bestand.

## Taxonomie
Die Erstbeschreibung von Ceropegia hookeri erfolgte 1883 durch Joseph Dalton Hooker im 4. Band der Flora of British India. Er benutzte dazu ein Manuskript (oder auch nur einen Manuskriptnamen) von Charles Baron Clarke. Der Holotypus stammte aus Lachen, Sikkim, Indien.
Herbert Huber beschrieb 1955 die Varietät Ceropegia hookeri var. mollis H.Huber aus Nepal, die heute allgemein als ein jüngeres Synonym von Ceropegia hookeri bewertet wird.

## Belege